# Campo de Cariñena
Campo de Cariñena is een comarca van de Spaanse provincie Zaragoza. De hoofdstad is Cariñena, de oppervlakte 772 km2 en het heeft 10.501 inwoners (2002).

## Gemeenten

Officiële wapen van Campo de Cariñena

Aguarón, Aguilón, Aladrén, Alfamén, Cariñena, Cosuenda, Encinacorba, Longares, Mezalocha, Muel, Paniza, Tosos, Villanueva de Huerva en Vistabella.